# Cornelis de Lorm
Cornelis de Lorm (Den Haag, 28 juli 1875 - Epe, 31 januari 1942) was als freelance glasontwerper verbonden aan Glasfabriek Leerdam. Na K.P.C. de Bazel was hij de tweede kunstenaar die door P.M. Cochius werd uitgenodigd om gebruiksglas te ontwerpen. Zijn ontwerpen werden door Chris Lanooy uitgevoerd.
Met de Glasfabriek Leerdam en anderen werkte hij te Amsterdam in 'De Woning' en 'Het Nieuwe Binnenhuis'.
In de Bazarstraat in Den Haag dreef hij kunsthandel De Zonnebloem (1916-1929).
De Lorm introduceerde reeds in 1918 bij de glasfabriek de techniek van het versieren van glas met email. Hij was vader van museumdirecteur A.J. de Lorm (1902-1989).
- Biografisch Portaal: 51682251
- Digitale Bibliotheek voor de Nederlandse Letteren: lorm006
- International Standard Name Identifier: 0000 0000 6708 0202
- Library of Congress Control Number: n88196038
- Nederlandse Thesaurus van Auteursnamen: 073199389
- RKD-Nederlands Instituut voor Kunstgeschiedenis: 50945
- Union List of Artist Names: 500106702
- Virtual International Authority File: 65567780
- WorldCat: E39PBJtrXfft8VMWCcjRR8Rh73